# Департамент полиции
Департа́мент поли́ции — департамент Министерства внутренних дел Российской империи, управлявший полицией, существовал в 1880—1917 годах.

## История создания
Образован 6 (18) августа 1880 года как своего рода правопреемник упразднённого III Отделения Собственной Его Императорского Величества канцелярии. Входил в состав Министерства внутренних дел. Первоначально (с 6 (18) августа 1880 года по 18 февраля (2 марта) 1883 года) именовался как Департамент государственной полиции. В его ведении находились охранные отделения, полицейские учреждения, сыскные отделения, адресные столы и пожарные команды.
Департамент полиции упразднён после Февральской революции постановлением Временного правительства от 10 (23) марта 1917 года. Вместо него в составе Министерства внутренних дел было учреждено Временное управление по делам общественной полиции и по обеспечению личной и имущественной безопасности граждан, с 19 июня (2 июля)  1917 года переименованное в Главное управление по делам милиции и по обеспечению личной и имущественной безопасности граждан, в свою очередь ликвидированное Октябрьской революцией после 25 октября (7 ноября) 1917 года. В задачи Управления входили организация деятельности центральных и местных органов милиции и контроль за их деятельностью, а также разрешение въездов-выездов за границу, надзор за военнопленными и иностранными подданными.

## Структура Департамента
Аппарат Департамента к февралю 1917 состоял из Особого отдела (с агентурным отделом), девяти делопроизводств, секретной части, канцелярии и инспекторского отдела.
- 1-е делопроизводство («распорядительное») (декабрь 1880—1917) — занималось общеполицейскими делами, личным составом Департамента полиции, ведением списков чинов полиции и служебными перестановками по полицейским должностям от VI класса и выше, назначением пенсий, пособий, награждением, расходованием средств, представленных в распоряжение ДП, делами об изготовлении и распространении фальшивых денег, об объявлении лицам, находящимся за границей, требований правительства о возвращении их на родину. С марта 1883 г. ведало рассмотрением заявлений о неправильных действиях полиции, отчетов губернаторов по ревизии полицейских учреждений и сенатских определений по вопросам о привлечении полицейских чинов к ответственности. С 1907 г. вопросы о кредитах и пенсиях переходят в 3-е делопроизводство.
- 2-е делопроизводство («законодательное») (декабрь 1880—1917) — осуществляло организацию и контроль за деятельностью полицейских учреждений, разработку инструкций, циркуляров, правил для руководства чинов полиции по предметам их служебной деятельности, наблюдение за точным исполнением законов и уставов, высочайших повелений, указов Правительствующему сенату, всех вопросов, касающихся соблюдения порядка в полицейских управлениях. Занималось охраной и возобновлением государственных границ и рубежных знаков, предупреждением и пресечением преступлений против личной и имущественной безопасности, утверждением уставов общественных собраний и клубов, разрешением балов, маскарадов, танцевальных вечеров, наблюдением за питейными и трактарными заведениями, исполнением узаконений и правил о паспортах, урегулированием отношений между рабочими и фабрикантами, заводчиками, нанимателями (с 1881 г.), принятием из-за границы русских подданных (после 1 января 1889 г.): малолетних, беглых, уголовных преступников, учетом паспортов, снабжением паспортами русских подданных для въезда в Россию (за исключением политических). С января 1901 г. в круг деятельности 2-го делопроизводства входили вопросы об изменении уездных границ, о сборах пожертвований, об учреждении должностей пограничных комиссаров, об утверждении скаковых и беговых обществ, о паломничестве магометан. С 3 января 1914 г. в ведение этого делопроизводства вошли вопросы об объявлении местностей на «исключительном положении», о продлении срока действия усиленной и чрезвычайной охраны, об учреждении отдельных полицейских должностей на средства городов, о льготной перевозке безработных, о принятии в пределы империи умалишённых, больных, неимущих русских подданных, об организации полицейского надзора в приморских и коммерческих портах, о высылке иностранных подданных, о ввозе в империю аэропланов, автомобилей, о рассмотрении жалоб в связи с наложением административных взысканий губернаторами, градоначальниками, главноначальствующими за нарушение издаваемых ими обязательных постановлений. С 24 декабря 1915 г. 2-е делопроизводство занималось вопросами применения рабочего законодательства.
- 3-е делопроизводство (до 1898 г. — «секретное») (декабрь 1880—1917) — политический розыск: надзор за политическими организациями и партиями, борьба с ними, а также с массовым движением, руководство всей внутренней и заграничной агентурой, ведало охраной императора и высших сановников, расходованием средств, отпущенных на политический розыск. С 1889 г. осуществляло негласный надзор полиции. С 1 января 1898 важнейшие дела 3-го делопроизводства были переданы в Особый отдел, где находились картотека революционных и общественных деятелей России, коллекция фотографий и нелегальных изданий всех политических партий России.
- 4-е делопроизводство (1883—1902, 1907—1917) — наблюдение за ходом политических дознаний в губернских жандармских управлениях, после восстановления в 1907 году — наблюдение за массовым рабочим и крестьянским движением, Государственной думой (всех созывов);
- 5-е делопроизводство («исполнительное») (1883——1917) — гласный полицейский и негласный надзор, исполнение решений Особого совещания МВД.
- 6-е делопроизводство (1894—1917) — контроль за изготовлением, хранением и перевозкой взрывчатых веществ, вопросы фабрично-заводского законодательства, за соблюдением постановлений, определяющих положение еврейского населения. В июне 1900 г. к обязанностям этого делопроизводства относилась переписка с Министерством финансов по вопросам награждения чинов полиции за заслуги по делам казённой продажи «питей», принятия мер против хищения оружия и о разрешении провоза через границу оружия и взрывчатых веществ, против бродяжничества, подделки денежных знаков. В январе 1901 г. прибавились функции в связи с применением уставов о частной золотопромышленности и частном нефтяном промысле. С 1907 г. 6-е делопроизводство стало заниматься составлением справок по запросам различных учреждений о политической благонадежности лиц, поступающих на государственную и земскую службу. В июне 1912 г. это делопроизводство объединяется с 5-м, к которому и переходят все его функции. 30 октября 1912 г. 6-е делопроизводство было восстановлено, но в виде центрального справочного аппарата ДП. В делопроизводстве находилась справочная часть всех делопроизводств и отделов ДП, Центральный справочный алфавит, справочный стол. В 6-м делопроизводстве были сосредоточены сведения о политической благонадежности лиц, поступающих на государственную и земскую службу. 27 марта 1915 г. 6-е делопроизводство было присоединено к Особому отделу, который стал называться 6-м делопроизводством (5 сентября 1916 г. восстанавливается Особый отдел с его прежними обязанностями).
- 7-е делопроизводство («наблюдательное») (1902—1917) наследовало функции 4-го делопроизводства по наблюдению за дознаниями по политическим делам с передачей всех его функций и архива. Осуществляло наблюдение за производящимися при жандармских управлениях формальными дознаниями, составление для следственных органов справок о революционной деятельности лиц, привлеченных к следствию по делам о государственных преступлениях, рассмотрение всякого рода ходатайств со стороны обвиняемых или лиц, производящих следствие, просьб о продлении срока ареста или изменения меры пресечения; с мая 1905 г, на 7-е делопроизводство возлагалось составление розыскных циркуляров, ведение переписки по тюремному ведомству (о числе заключенных, о беспорядках в тюрьмах, побегах и т. д.); с 3 января 1914 г. на делопроизводство были возложены обязанности по юристконсульской части: разработка всех законопроектов, касающихся устройства, деятельности и штатов полиции, переписка по этим законопроектам, разработка законодательных предложений по вопросам, касающимся ведения ДП, заключений по этим предложениям, инструкций и правил, вырабатываемых другими учреждениями, но поступающих на заключение или для отзыва в ДП.;
- 8-е делопроизводство (1908—1917) заведовало сыскными отделениями (органами уголовного розыска), сношения с иностранными полицейскими учреждениями, организацию работы школы инструкторов, заведование фотографией ДП.
- 9-е делопроизводство (1914—1917) — создано в апреле 1914 г. на базе упраздненного Особого отдела, со всеми обязанностями, ранее выполнявшимися Особым отделом, дела, связанные с войной (контрразведка, надзор за военнопленными, перепиской о подданных неприятельских держав. и т. п.).
- Особый отдел (1898—1917) создан 1 января 1898 г. как самостоятельная структура на базе особого отдела 3-го делопроизводства ДП. В его задачи входили: политический розыск в России и за границей, руководство внутренней и заграничной агентурой, наружным наблюдением за лицами, занимающимися противоправительственной деятельностью, негласное наблюдение за корреспонденцией частных лиц, за политическим настроением учащейся молодежи, настроением рабочих, розыск по делам политическим, регистрация произведений нелегальной печати, рассмотрение поступающих в ДП вещественных доказательств по дознаниям, переписка с Главным управлением по делам печати и Главным управлением почт и телеграфов о конфискации нелегальной литературы, составление сборников, списков нелегальной литературы, составление общего каталога хранящихся в библиотеке ДП революционных изданий, выдача по ним справок. В Особый отдел была передана именная алфавитная картотека (55 000 карточек), библиотека революционных изданий (5000 экз.), 20 000 фотографий. С ростом революционного и общественного движения, созданием партий, общественных организаций, женского, кооперативного и профсоюзного движения расширились обязанности Особого отдела. 17 января 1905 г. Особый отдел делится на 4 отделения. В июле 1906 г. после очередной реорганизации Особый отдел делится на два совершенно независимых друг от друга подразделения с разными вице-директорами, курирующими их: Особый отдел «А» и Особый отдел «Б». Особый отдел «А» занимался вопросами политического розыска, наблюдения за деятельностью политических партий, руководства деятельностью местных розыскных органов, разработки агентурных сведений и данных наружного наблюдения, издания розыскных циркуляров, формирования библиотеки революционных изданий, переписка по ней, вопросы организации заграничной агентуры, наблюдения за революционной пропагандой в войсках, заведования отделом фотографий, расшифровки криптограмм, составления «всеподданнейших» записок. Особый отдел «Б» занимался вопросами наблюдения за общественным движением, профессиональными союзами, имевшими и не имевшими политическую окраску, революционными выступлениями среди рабочих, крестьян, выступлениями железнодорожных служащих, телеграфистов, подготовкой отчетов о забастовках, нелегальных съездах, дислокацией войск. После реорганизации 3 января 1907 г. Особый отдел «А» с его функциями становится Особым отделом. Особый отдел «Б» переименовался в 4-е делопроизводство. 15 апреля 1914 г. Особый отдел ликвидируется, и все его функции и материалы передаются во вновь созданную структуру — 9-е делопроизводство. Очередное преобразование бывшего Особого отдела происходит 27 марта 1915 г., когда при реорганизации 9-го и 6-го делопроизводств бывший Особый отдел становится 6-м делопроизводством. В его состав теперь входит центральный справочный алфавит и вся справочная работа по ДП. В сентябре 1916 г. восстанавливается название «Особый отдел» с его прежними функциями и 6-е делопроизводство с обязанностями по справочной работе.

- Отдел шифров Департамента полиции (1881—1917) — обеспечивал секретность переписки, расшифровки перехваченной и перелюстрованной переписки, хранение и разработка новых: шифры, дешифранты, инструкции к шифровальным ключам учреждений и отдельных лиц, в том числе, секретные телеграфные ключи шефа жандармов, военного министра, воинские шифры для телеграфной связи начальников военных округов и командиров корпусов, шифры для переписки с губернаторами, начальниками губернских жандармских управлений и жандармских полицейских управлений железных дорог, с начальниками городской и уездной полиции.

## Директора Департамента полиции
Общее руководство Департаментом полиции и Отдельным корпусом жандармов c 1882 года осуществлял товарищ министра внутренних дел, заведующий полицией (он же командир Корпуса жандармов; шефом жандармов был министр внутренних дел). Департамент полиции возглавлял директор, назначавшийся приказом министра внутренних дел.
- 17 августа 1880 — 12 апреля 1881 — барон И. О. Велио,
- 15 апреля 1881 — 20 июля 1884 — В. К. Плеве,
- 21 июля 1884 — 3 февраля 1893 — П. Н. Дурново,
- 10 февраля 1893 — 22 июля 1895 — Н. И. Петров,
- 22 июля 1895 — 17 апреля 1896 — Н. Н. Сабуров,
- 23 мая 1896 — 7 августа 1897 А. Ф. Добржинский,
- 14 августа 1897 — 9 мая 1902 — С. Э. Зволянский,
- 9 мая 1902 — 4 марта 1905 — А. А. Лопухин,
- 6 марта — 29 июня 1905 — С. Г. Коваленский,
- 19 июля — 9 ноября 1905 — Н. П. Гарин,
- 9 ноября 1905 — 13 июня 1906 — Э. И. Вуич,
- 13 июня 1906 — 29 марта 1909 — М. И. Трусевич,
- 29 марта 1909 — 21 февраля 1912 — Н. П. Зуев,
- 21 февраля 1912 — 28 января 1914 — С. П. Белецкий,
- 3 февраля 1914 — 4 сентября 1915 — В. А. Брюн де Сент Ипполит,
- 6 сентября — 23 ноября 1915 — Р. Г. Моллов,
- 23 ноября 1915 — 14 февраля 1916 — К. Д. Кафафов,
- 14 февраля — 15 сентября 1916 — Е. К. Климович,
- 28 сентября 1916 — 28 февраля 1917 — А. Т. Васильев.